# Fissidens macrodus
Fissidens macrodus är en bladmossart som beskrevs av Georg Ernst Ludwig Hampe 1860. Fissidens macrodus ingår i släktet fickmossor, och familjen Fissidentaceae. Inga underarter finns listade i Catalogue of Life.